# Pacific Surfliner

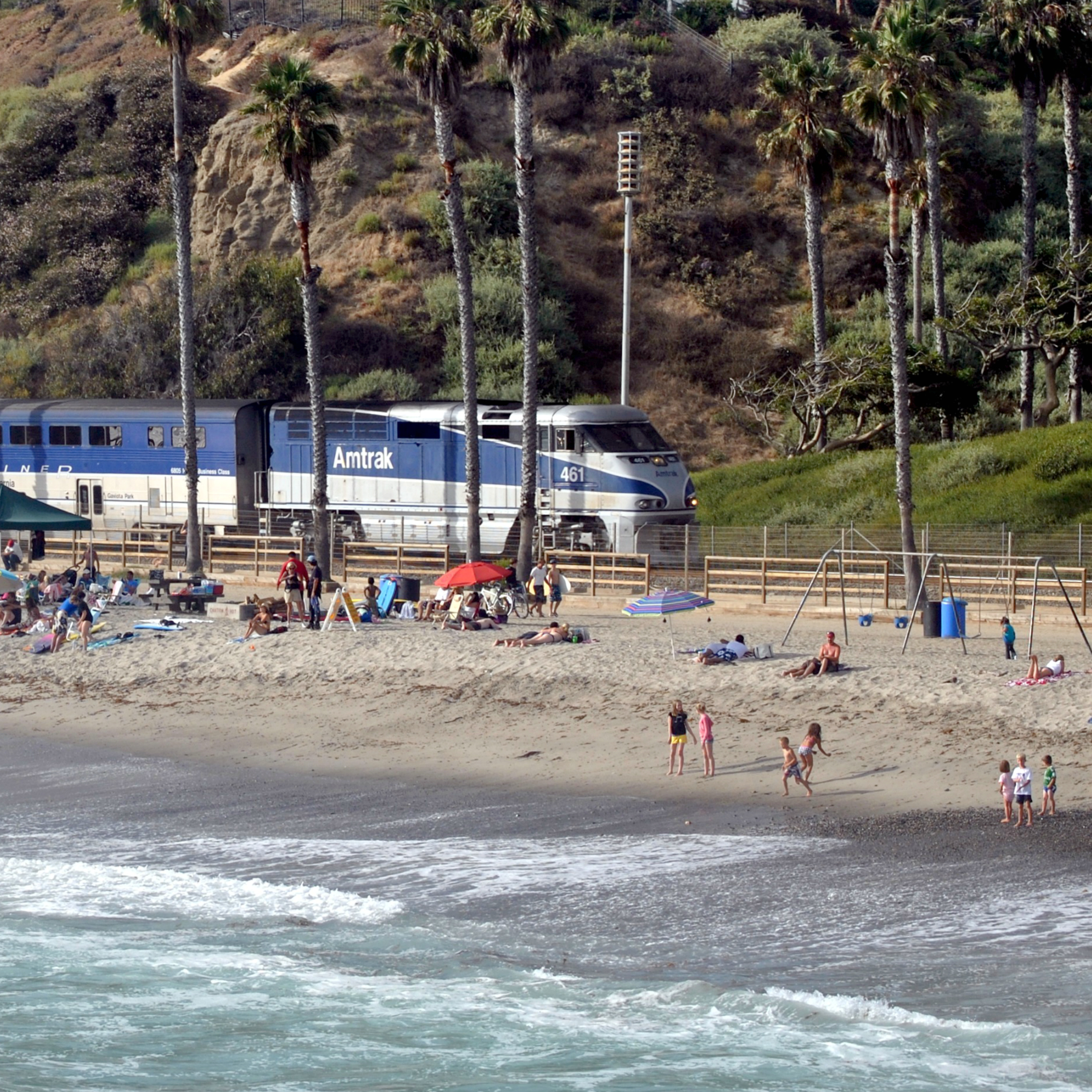
De Pacific Surfliner bij San Clemente

De Pacific Surfliner is een passagierstreindienst van Amtrak, die sinds 2000 de San Diegan vervangt en rijdt tussen San Diego, Los Angeles en San Luis Obispo.
De treindienst begon als de San Diegan van de Santa Fe Railway tussen San Diego en Los Angeles. In 1971 werd de dienst overgenomen door Amtrak. In 1988 werd de dienst doorgetrokken naar Santa Barbara en in 2000 werd de San Diegan vervangen door de Pacific Surfliner en doorgetrokken naar San Luis Obispo.
De Pacific Surfliner doet 8 uur en 15 minuten over het 563 kilometer lange traject en loopt voor een groot gedeelte langs de kust. Er zijn 24 ritten per dag tussen San Diego en Los Angeles. Het gedeelte naar San Luis Obispo wordt vijfmaal per dag bereden. De route dankt zijn naam aan de Surf Line, die tussen Los Angeles en San Diego rijdt, waarbij de route op de meeste plaatsen niet meer dan 30 meter van de kust ligt. In het boekjaar 2013 reden er meer dan 2,7 miljoen passagiers op de Pacific Surfliner.

## Stations
- San Luis Obispo
- Grover Beach
- Guadalupe–Santa Maria
- Surf–Lompoc
- Goleta
- Santa Barbara
- Carpinteria
- Ventura
- Oxnard
- Camarillo Northbound
- Moorpark Southbound
- Simi Valley
- Chatsworth
- Northridge
- Van Nuys/Sherman Oaks
- Burbank–Bob Hope Airport
- Glendale
- Los Angeles
- Fullerton
- Anaheim
- Santa Ana
- Irvine
- San Juan Capistrano
- San Clemente Pier (niet alle treinen stoppen hier)
- Oceanside
- Carlsbad Village (niet alle treinen stoppen hier)
- Carlsbad Poinsettia (niet alle treinen stoppen hier)
- Encinitas (niet alle treinen stoppen hier)
- Solana Beach
- Sorrento Valley (niet alle treinen stoppen hier)
- San Diego (Old Town) (niet alle treinen stoppen hier)
- San Diego